# Léonora Miano
Léonora Miano (sinh năm 1973, ở Douala) là một tác giả người Cameroon.

## Tiểu sử
Léonora Miano sinh ra ở Douala, Cameroon. Cô đã sống ở Pháp từ năm 1991.
Bài viết của cô đã giành được một số giải thưởng văn học, bao gồm Giải thưởng Louis Guilloux (2006), Giải thưởng Montalembert (2006), Giải thưởng René Fallet (2006), Giải thưởng Bernard Palissy (2006), Giải thưởng Gonxourt des Lycéens (2006) và Giải thưởng Fémina (2013).
Cô chỉ trích lời tựa được thêm vào bản dịch tiếng Anh của cuốn tiểu thuyết đầu tiên năm 2005 của cô, Dark Heart of the Night, gọi đó là "đầy dối trá"; năm 2012, Zukiswa Wanner, tuy nhiên, dựa trên việc đọc Dark Heart of the Night đã đánh giá Miano là một trong năm nhà văn hàng đầu châu Phi của cô (cùng với HJ Golakai, Ondjaki, Chika Unigwe và Thando Mgqolozana), mô tả tác phẩm của Miano là " rực rỡ".

## Giải thưởng
- 2006: Giải thưởng Goncourt des Lycéens
- 2006: Giải thưởng Louis-Guilloux
- 2006: Giải thưởng Montalembert
- 2006: Giải thưởng Bernard Palissy
- 2006: Giải thưởng René Fallet
- 2013: Giải thưởng Fémina

## Công trình
- L'Intérieur de la nuit, Plon, 2005; Bỏ túi, 2006, ISBN 2-266-16268-3
- Contours du jour qui vient, Plon, 2006, ISBN 2-259-20396-5; Pocket Jeunesse 2008; Túi 2008, ISBN 2-266-17694-3
- Linh hồn Afropean, Ngọn lửa, ISBN 2-08-120959-4
- Tels des Astres éteint, Plon, 2008, ISBN 2-259-20628-X
- Linh hồn équatoriale, Robert Laffont, 2009, ISBN 978-2-84111-380-4
- Les Aubes écarlates, Plon, 2009, ISBN 978-2-259-21067-6
- Blues đổ Elise, Plon, 2010, ISBN 978-2-259-21286-1
- Ces âm chagrines, Plon, 2011 ISBN 978-2-259-21287-8
- Écrits pour la parole, L'rche éditeur, 2012 ISBN 978-2-85181-773-0
- Habiter la frontière, Tiếng la óditeur, 2012 ISBN 978-2-85181-786-0
- La Saison de l'ombre, Grasset, 2013 ISBN 978-2-246-80113-9    - Giải thưởng Femina 2013
- Crépuscule du tourment, Grasset, 2016 ISBN 978-2-246-85414-2